# Lingue arabe levantine

Mappa dei dialetti dell'arabo levantino

L'arabo levantino è una variante della lingua araba parlata in Siria occidentale, Libano, Giordania occidentale, Palestina storica e Turchia meridionale.
Se ne possono distinguere sei varietà:
- dialetti libanesi: Libano, monti Nusairieh nella Siria
- siriano centrale: da Damasco a Hamā
- siriano settentrionale: Aleppo
- palestinese rurale: Palestina fino a Betlemme, Giordania occidentale
- palestinese urbano: Hebron, Gerusalemme, Haifa, Nablus, Giaffa, Nazaret
- dialetti palestinesi beduini delle zone meridionali: Palestina, Giordania